# Mon (gruppo etnico)
(Emmanuel Guillon)

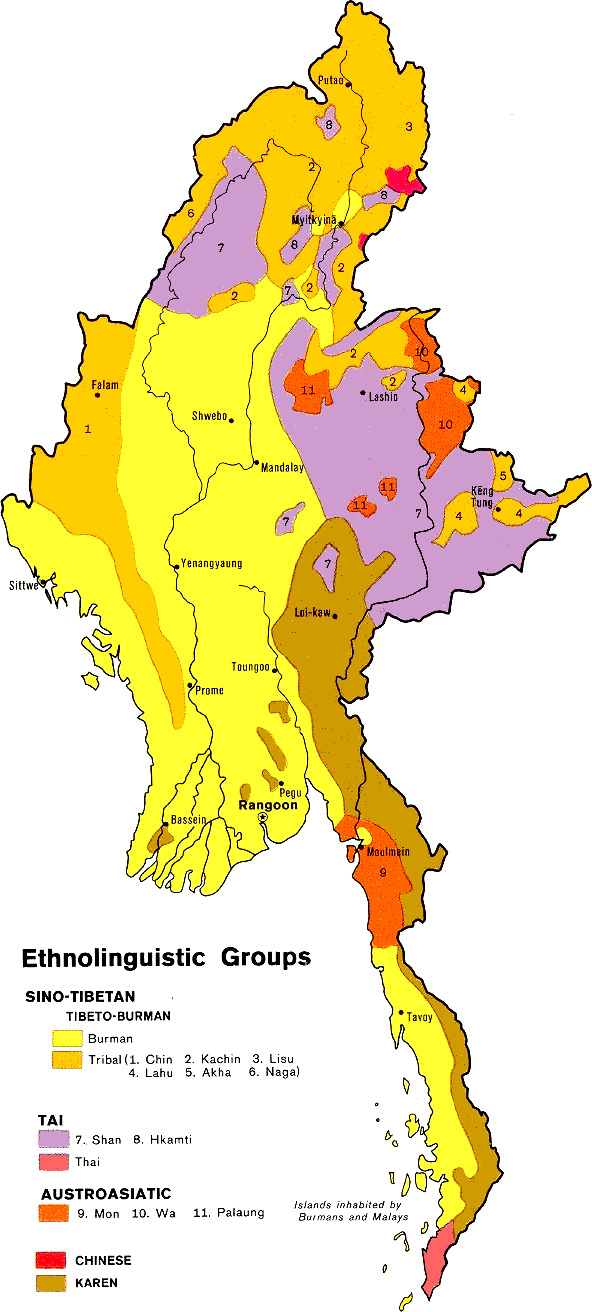
La Birmania con i suoi principali gruppi etnici. La zona abitata dai mon è appena sopra il Tenasserim.

I Mon (in birmano မွန်လူမျိုး, talaing; in thailandese มอญ; [mɔ̄ːn] ) sono un gruppo etnico del sud-est asiatico. Alla fine del XX secolo, si stimava che fossero più di 1.100.000 le persone di cultura e lingua mon, delle quali la maggioranza parla anche il birmano. La maggior parte dei mon vive in Birmania nello Stato Mon, situato lungo le coste del golfo di Martaban. Consistenti comunità mon si trovano anche nelle regioni birmane meridionali di Ayeyarwady e di Bago, ad ovest dello stato Mon. Come accade a molti dei gruppi etnici del paese, il governo centrale sta cercando di assimilare la cultura mon a quella nazionale. Una folta comunità mon esiste in Thailandia, e altre minori in Laos e Cambogia.

## Storia
I mon migrarono dalla Cina occidentale e furono una delle prime etnie a popolare la parte continentale del sudest asiatico. Si stanziarono nella valle del fiume Chao Phraya, l'odierna Thailandia Centrale, dove subirono l'influenza del Regno del Funan, e nella zona del delta dell'Irrawaddy, nell'odierna Bassa Birmania. Furono i primi tra i popoli del sudest asiatico, insieme ai vicini pyu, a convertirsi al Buddhismo Theravada tra il V e il VI secolo d.C., dopo aver ricevuto missionari dello Sri Lanka, in un periodo in cui nell'est dell'Indocina fiorivano le culture induiste dei regni di Chenla e di Champa. Nello stesso periodo mutuarono dallo Sri Lanka anche la lingua pāli e la scrittura grantha, come testimoniano iscrizioni in mon antico risalenti all'anno 550 scoperte in una grotta vicino a Saraburi, nella Thailandia Centrale.
Molti aspetti riguardanti lingua, arte, leggi, politica e religione delle odierne culture thailandese e birmana derivano dall'antica civilizzazione dei mon, che introdussero nella regione il Buddhismo Theravada e la cultura politica mutuata dall'India.

### Dvaravati
I mon furono determinanti, tra il VI e il XIII secolo d.C., nella diffusione della cultura di Dvaravati, un regno formato da diverse città-Stato che fiorirono nell'odierna Thailandia Centrale, la cui influenza si estese fino all'odierno Isan e alla penisola malese.  Tra i regni più importanti fondati nel periodo Dvaravati, vi furono quelli di Suphannaphum, l'odierna Suphanburi, di Nakhon Pathom e di Lavo, l'odierna Lopburi. L'espansione dell'Impero Khmer, nato dalle ceneri del Regno di Chenla, pose fine verso l'anno 1000 al dominio mon sulle città-stato di Dvaravati, che furono obbligate a pagare tributi a Angkor, la capitale khmer. L'unico regno mon che continuò a restare indipendente fu quello di Hariphunchai.

### Thaton
Nella Birmania meridionale i mon fondarono il Regno di Thaton, che prosperò tra il IX e l'XI secolo, del quale non esistono testimonianze archeologiche che ne comprovino l'esistenza, ma che viene menzionato nelle Cronache del Regno Lanna. Nel 1057, i birmani del re Anawrahta di Pagan conquistarono il Regno di Thaton e ne assimilarono la cultura, la religione, la lingua e l'alfabeto. I mon si trovarono così per la prima volta sotto il controllo birmano, pur rimanendo l'etnia più popolosa della zona.

### Hariphunchai
La Regina Jamadevi fu il primo sovrano del regno Dvaravati/mon di Hariphunchai (l'odierna Lamphun), fondato nella zona dell'attuale Thailandia centro settentrionale in data imprecisata tra il VII e l'VIII secolo a opera del re di Lavo, che concesse alla figlia Jamadevi il feudo dell'odierna Lamphun. Hariphunchai seppe resistere agli attacchi dei khmer e fu l'ultimo dei regni Dvaravati a conservare l'indipendenza.

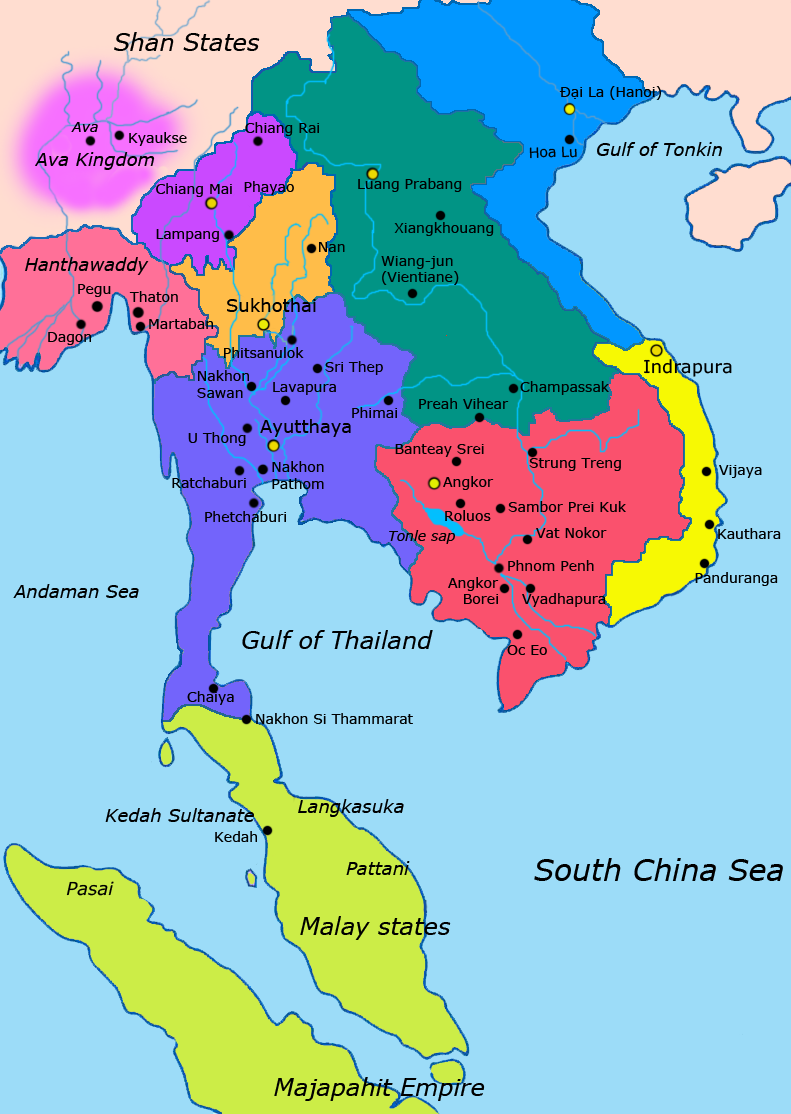
Il Regno di Hanthawaddy, in alto a sinistra, nel 1400

 Fu conquistato nel 1282 dalle armate di re Mangrai, che lo annesse al neonato Regno Lanna. Il sovrano ebbe rispetto per la cultura e la grande tradizione di Hariphunchai. Per qualche anno fu la capitale del Regno Lanna e negli anni successivi, dopo che la capitale fu trasferita nella nuova città di Chiang Mai, rimase il principale centro culturale e religioso di Lanna.

### Migrazione dalla Cina dei popoli tai e assorbimento della cultura Dvaravati
L'immigrazione dei popoli tai, iniziata nel I millennio, si intensificò nella seconda metà del XIII secolo con l'invasione dei mongoli di Kubilai Khan nella Cina meridionale, luogo di provenienza dei tai. Già nel 1238 i tai siamesi si erano resi indipendenti dal regno mon di Lavo, vassallo khmer, fondando il Regno di Sukhothai, che nel giro di qualche decennio si era enormemente esteso. Nel 1292, il Regno di Hariphunchai fu conquistato dalle armate tai yuan di re Mangrai, che battezzò il grande territorio sotto il suo dominio Lanna, letteralmente: 1 milione di risaie. Negli annali del Regno Lanna viene riconosciuta l'influenza dei mon sulla civilizzazione dei tai yuan, che ne assimilarono cultura, religione e alfabeto.
Nel 1350, il principe siamese Uthong approfittò del declino dei khmer e di Sukhothai per fondare il Regno di Ayutthaya, che nacque dalla fusione dei regni mon di Lavo e di Suphannaphum. Il Regno di Ayutthaya divenne una delle principali potenze dell'Indocina e dalle sue ceneri sarebbe nata l'odierna Thailandia. A partire dal XVI secolo, avrebbe spesso supportato i mon nel fronteggiare i birmani.

### Hanthawaddy
Nel 1287, il Regno di Pagan fu distrutto dai mongoli e i mon acclamarono re un comandante del Regno di Sukhothai di nome Wareru, che fondò a Martaban, l'odierna Mottama nello Stato Mon, la confederazione di Stati mon chiamata Regno Ramanya (1287–1539). In seguito la capitale fu portata a Pegu, che a quei tempi era chiamata Hanthawaddy, e la confederazione divenne il Regno di Hanthawaddy. La città divenne la capitale storica dei mon, tanto che oggi un altro appellativo dell'etnia è peguani. Fu uno dei periodi più fiorenti nella storia mon; il re Razadarit (1383–1422) respinse attacchi provenienti dal Regno di Ava, mentre i regni della regina Shin Sawbu (1453–1472) e del re Dhammazedi (1472–1492) furono all'insegna della pace e del benessere. Nel periodo di massimo splendore, dal 1420 al 1530, il regno si arricchì sensibilmente con i commerci, in particolare quelli di oltremare con gli Stati della penisola indiana.
Hanthawaddy cadde nel 1539 con l'invasione dei birmani del re Tabinshwehti della dinastia di Taungù, che spostò la capitale a Pegu. Dopo il fallimento dell'invasione del Siam, Tabinshwehti si diede all'alcol e Bayinnaung divenne reggente. Tra le successive rivolte che smembrarono nuovamente la Birmania vi fu quella dei mon a Pegu, che nel 1550 portò all'assassinio del sovrano e alla ricostituzione del regno mon. Bayinnaung nel 1552 riprese Pegu, facendone la propria capitale, e con le successive campagne riunificò dapprima la Birmania nel 1555 e poi assoggettò gran parte dell'Indocina. I mon avrebbero subito la supremazia dei birmani fino al declino della dinastia Taungù nel XVIII secolo. La Birmania meridionale divenne teatro di aspre guerre contro i popoli della regione di Arakan, l'odierno Stato Rakhine della Birmania occidentale, e contro i siamesi di re Naresuan, attorno all'anno 1600. Pegu cadde sotto il controllo dei rakhine nel 1599 e molti mon si ritrasferirono a Martaban. I birmani ripresero Pegu nel 1616 e nel 1661 fu duramente soffocata una rivolta dei mon, molti dei quali fuggirono per scampare alle persecuzioni birmane e trovarono rifugio nel Regno di Ayutthaya. Furono bene accolti e poterono partecipare alla vita militare e politica del paese. Il re di Ayutthaya mise al proprio servizio un reggimento composto da soldati mon.
Con il declino della dinastia birmana di Taungù, una nuova rivolta mon portò nel 1740 all'istituzione del nuovo Regno Restaurato di Hanthawaddy, il cui esercito conquistò con l'aiuto dei francesi la capitale Ava ponendo fine al Regno di Taungù nel 1752. Fu questo l'ultimo periodo di gloria per i mon, che durò solo pochi anni. Nel 1757 Pegu cadde nelle mani dei birmani di Re Alaungpaya, fondatore della nuova dinastia Konbaung, che punì duramente i mon massacrandone la popolazione e costringendo buona parte dei sopravvissuti a fuggire nei territori controllati da Lanna e da Ayutthaya.

### Dominio birmano
Nella seconda metà del Settecento, una nuova rivolta ebbe luogo durante il regno di Hsinbyushin, che rase al suolo la roccaforte mon di Dagon, l'odierna Yangon. La rivolta mon del 1814 fu brutalmente repressa dai birmani, e si registrò una nuova migrazione verso il Siam, dove l'integrazione dei mon nella realtà locale si era già realizzata. Durante le tre guerre anglo-birmane (1824-1886), i mon supportarono gli europei, e l'annessione della Birmania alla colonia dell'India Britannica nel 1886 permise loro di vivere senza problemi nel sud del paese.
Malgrado ciò, molti furono i mon che parteciparono assieme ai birmani agli scioperi per ottenere l'indipendenza negli anni venti e trenta del XIX secolo. Nel 1939, con l'obiettivo di preservare la cultura dell'etnia, nacque l'Associazione Mon di Tutta Ramanya, a cui si ispirarono i gruppi nazionalisti mon creatisi in seguito. L'associazione mantenne un ruolo puramente socio-culturale, ma al suo interno si sarebbero formati tutti i capi del movimento di liberazione mon del dopoguerra.

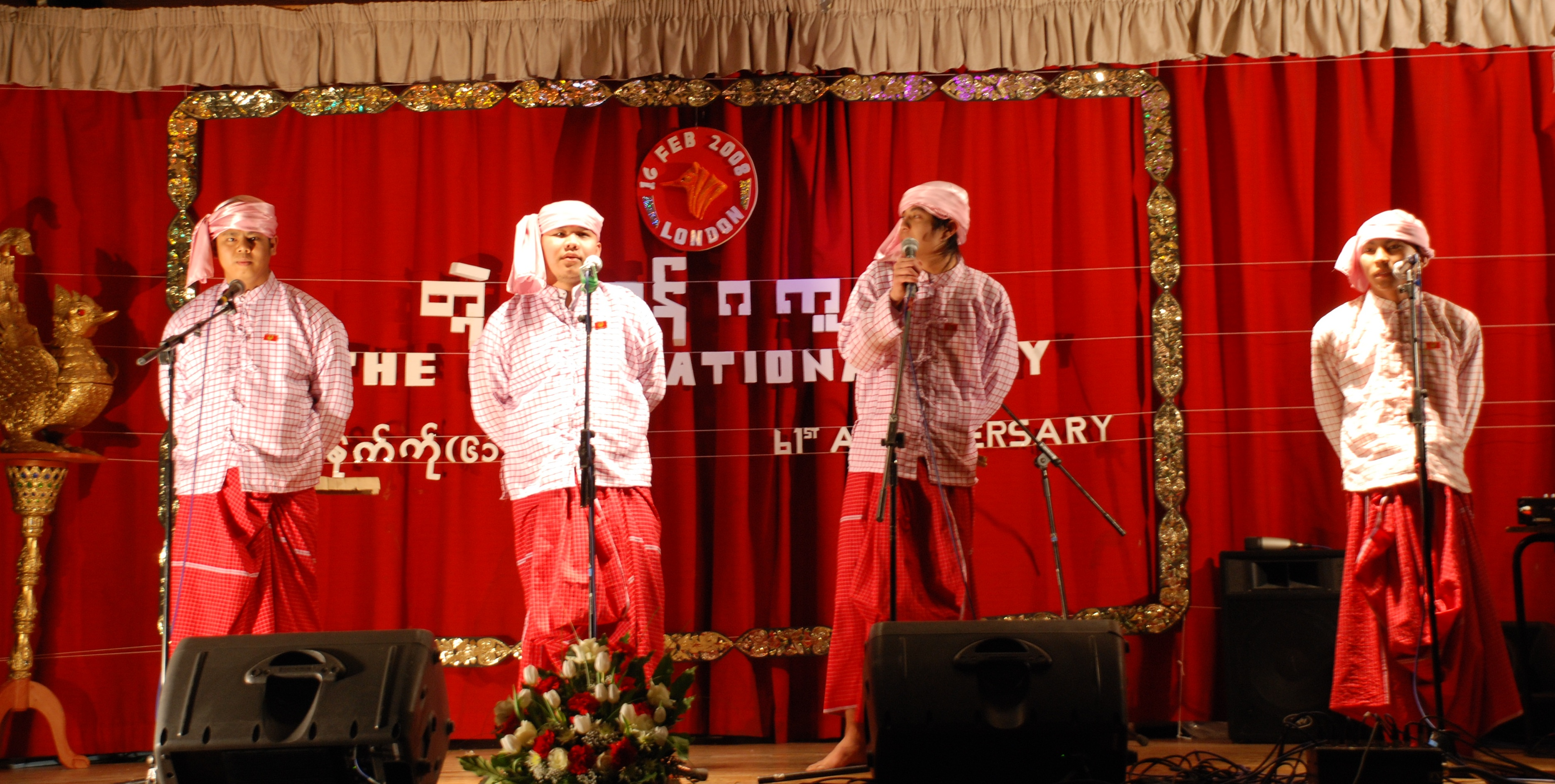
Giornata nazionale mon celebrata a Londra

Dal 1947 si festeggia la giornata nazionale mon, che celebra la fondazione del Regno di Hanthawaddy. Con l'acquisizione dell'Indipendenza da parte della Birmania nel 1948, i mon furono tra le prime minoranze presenti nel Paese a organizzarsi e lottare per ottenere l'autonomia. Rimasero una bistrattata minoranza etnica del Paese e vane furono le diverse ribellioni all'autorità birmana dei vari gruppi autonomisti che si formarono. Nel 1974, il governo birmano concesse la creazione del semi-autonomo Stato Mon, comprendente territori del Tenasserim, di Pegu e dell'Ayeyarwady.
Con la fine della guerra fredda e degli aiuti che la Thailandia garantiva agli autonomisti birmani, anche la resistenza dei nazionalisti mon calò di intensità dopo il cessate il fuoco del 1995, quando fu fondata la Lega per l'Unità dei Mon. L'Esercito Nazionale di Liberazione Mon tuttavia non consegnò le armi, mentre molti membri dell'etnia hanno appoggiato le politica anti-governativa della Lega Nazionale per la Democrazia di Aung San Suu Kyi e cercato modi alternativi alla guerra civile per combattere il governo. Le promesse del governo birmano di concedere il federalismo e autonomia alle minoranze etniche sono state disattese e il cessate il fuoco è stato interrotto nel 2010. Sono quindi aumentati i combattimenti e le trattative per risolvere la questione.
Oltre alle folte comunità mon rifugiatesi nel corso dei secoli in Thailandia, altre minori si sono formate negli Stati Uniti, in Australia, nel Canada, in Norvegia, in Danimarca, in Finlandia, in Svezia e nei Paesi Bassi.

## Cultura
I mon conservano parte della loro antica cultura. Sebbene gran parte della popolazione sia stata assimilata dalle culture dominanti e parli la lingua birmana e la lingua thai, molti degli abitanti dello stato Mon e alcune comunità stabilitesi in Thailandia tuttora parlano il mon, un idioma che fa parte del gruppo monico delle lingue Mon-Khmer, che a loro volta fanno parte della famiglia delle lingue austroasiatiche. Tale lingua viene espressa con la scrittura mon, derivata dalle antiche scritture brahmi. L'alfabeto birmano fu adottato basandosi su quello mon nell'XI secolo, nel periodo in cui re Anawrahta di Bagan sottomise il Regno di Thaton.

### Influenza culturale mon in Indocina
I mon, con l'opera di civilizzazione del periodo Dvaravati, hanno diffuso in gran parte dell'Indocina la propria arte, scrittura e religione, esercitando una grande influenza sulla cultura birmana, khmer e in particolare su quella siamese/thailandese. Il primo regno siamese fu quello fondato nel 1238 a Sukhothai, il cui territorio faceva parte del regno mon di Lavo, vassallo dell'Impero Khmer. Il re tai yuan Mangrai di Lanna fece di Lamphun, capitale del regno mon di Haripunchai che aveva conquistato, la capitale culturale del suo Stato. Il regno siamese di Ayutthaya fu fondato nel 1350 con la fusione dei due regni mon di Lavo e di Suphannaphum. Nel XIV secolo, il Buddhismo Theravada diffuso dai mon divenne la religione di Stato dei regni di Sukhothai, Lanna, Lan Xang e Ayutthaya.
Con la fondazione della dinastia siamese dei Chakri nel 1782, la cultura mon divenne importante nell'educazione dei monarchi di Bangkok. Il fondatore della dinastia Rama I era di origini mon, ed i primi 5 sovrani Chakri ebbero un totale di 50 mogli di origine mon. Tra queste, 21 partorirono ed educarono secondo la cultura mon i figli dei sovrani. Erano di origini mon le regine madri Amarindra e Debsirindra, che partorirono rispettivamente i re Rama II e Rama V. La tradizione si interruppe nel regno di Rama VI con l'abolizione della poligamia.

L'hamsa nella bandiera dello Stato Mon

### Cultura mon odierna
Caratteristiche tuttora in vita della cultura mon sono alcune danze cerimoniali che si svolgono nella piazze dei villaggi. Attorno ai danzatori, i musicisti si dispongono in un cerchio e suonano strumenti tipici, che comprendono tamburi, speciali zither chiamati mi gyaung, flauti, arpe e cordofoni vari. L'abbigliamento si è invece uniformato a quello dei birmani e dei thai. Simbolo del popolo mon è l'hamsa, un uccello mitologico che tuttora compare negli stemmi dello Stato Mon e della regione di Bago.
Un tipico villaggio mon è composto da case con il tetto in paglia, granai e stalle per il bestiame. Vi è spesso un monastero che viene utilizzato anche come scuola e che ospita una pagoda. I nuclei familiari sono abbastanza ristretti. La religione dei mon, il Buddhismo Theravada, si combina spesso con credenze di stampo animista. Vari gruppi politici e culturali dei mon si battono per la conservazione delle tradizioni proprie dell'etnia e contro i processi di assimilazione culturale operati dai governi birmani e thailandesi.